# Белолесье (Одесская область)
Белоле́сье (укр. Білолісся; рум. Achmanghit) — село в Татарбунарском районе Одесской области Украины. 

## Исторические данные
Село Акмангит создано в 1823 году на месте существовавших ранее двух татарских аулов Акмангит и Мангит. Тут селились прежние казаки Усть-дунайского казачьего войска, которые переселились в урочища Дракуля и с. Нарось Дракуля (ныне с. Трудовое Килийского района Одесской обл.). С 1827 года оба села (Акмангит и Мангит) фиксируются под одним названием Акмангит. В это время в селе проживало 425 человек украинцев, 75 молдаван, 2 еврея и 8 человек «духовного звания», также там находилась Свято-Покровская церковь. Название села происходит от тюркского Акмангит — имени одной из татарских родовых групп, которая входила в состав Буджакской орды (Орды малых нагаев). Акмангит буквально «белые мангити».
В 1822 году в Акмангите была освящена первая каменная церковь, в 1834 году — вторая, 6 ноября 1878 — Свято-Покровский храм. В 1890 году открылась церковно-приходская школа, а в 1879-м — училище народного просвещения.
В 1924 году население Акмангита приняло активное участие в антирумынском Татарбунарском восстании.
Первый колхоз создан в 1941 году — им. ХХІІІ годовщины РККА. После войны на территории села находился колхоз им. Кутузова, за которым были закреплены 8,6 тыс. га сельскохозяйственных угодий, в том числе 7,7 тыс. га пахотной земли, многолетних насаждений. Хозяйство — зернового и мясо-молочного направления, производилось 9,7 тыс. т зерновых, 500 т мяса и 900 т молока. Засеивалось 3,8 тыс. га зерновых, технических и 2,3 тыс. га кормовых культур. Хозяйство имело 76 тракторов, 44 автомашины, 14 комбайнов. Был пункт по переработке винограда, пилорама.
В период Великой Отечественной войны 484 жителя села сражалось с врагом на фронтах, 211 из них погибли, вернулось домой 273 жителя. 212 человек были награждены орденами и медалями. Благодарные потомки в 1988 г. в центре села установили Мемориал воинам, погибшим в годы ВОВ.
В 1945 г. Указом ПВС УССР село Акмангит переименовано в Белолесье.
Сегодня в селе проживает 2230 человек.

## Достопримечательности
- В 1975 г. в селе установлен памятник участникам Татарбунарского восстания 1924 года.
- Недалеко от села располагается Белолесское мезолитическое поселение.